# The Stooges (album)
The Stooges je první studiové album americké rockové skupiny The Stooges, vydané v srpnu 1969 u vydavatelství Elektra Records. Nahráno bylo během dubna toho roku a jeho producentem byl John Cale. V hitparádovém žebříčku časopisu Billboard se album umístilo na 106. místě.
Původní Caleův mix alba byl v roce 1969 zamítnut a pro vydání byl tedy připraven nový. Caleův mix, dlouhodobě považovaný za ztracený, vyšel až na rozšířené reedici v roce 2005, avšak nešlo o kompletní album, navíc nahrávky byly zpomalené. Pět let poté vyšla Caleova verze kompletně jako bonus na další reedici na CD, i tentokrát však šlo o zpomalené nahrávky. V roce 2020 vyšlo kompletní album Caleových mixů na gramofonové desce.

## Seznam skladeb
Všechny skladby napsali Dave Alexander, Ron Asheton, Scott Asheton a Iggy Pop.
| Strana 1 | Strana 1            | Strana 1 |
| Pořadí   | Název               | Délka    |
| -------- | ------------------- | -------- |
| 1.       | 1969                | 4:05     |
| 2.       | I Wanna Be Your Dog | 3:09     |
| 3.       | We Will Fall        | 10:18    |

| Strana 2 | Strana 2       | Strana 2 |
| Pořadí   | Název          | Délka    |
| -------- | -------------- | -------- |
| 1.       | No Fun         | 5:14     |
| 2.       | Real Cool Time | 2:29     |
| 3.       | Ann            | 2:59     |
| 4.       | Not Right      | 2:51     |
| 5.       | Little Doll    | 3:20     |

## Obsazení
Hudebníci
- Iggy Pop (na obalu uveden jako „Iggy Stooge“) – zpěv
- Dave Alexander – baskytara
- Ron Asheton – kytara, zpěv
- Scott Asheton – bicí
- John Cale – viola v „We Will Fall“, klavír a rolničky v „I Wanna Be Your Dog“

Technická podpora
- John Cale – producent
- Joel Brodsky – fotografie
- Danny Fields – poznámky k albu
- William S. Harvey – umělecká podpora
- Jac Holzman – dohlížitel nad produkcí